# Vágmogyoród
Vágmogyoród (1899-ig Lieszkovecz, szlovákul: Lieskovec) Máriatölgyes része Szlovákiában, a Trencséni kerület Illavai járásában.

## Fekvése
Máriatölgyes északkeleti része, a belvárostól 1 km-re, a Vág bal oldalán.

## Története
1271-ben említik először. A Lieszkovszky család birtokában állt. 1598-ban 27 háza volt a településnek. 1720-ban 16 adózó portája létezett. 1784-ben a II. József által elrendelt népszámlálás 41 házat, 50 családot, 258 lakost számlált a községben. 1828-ban 42 házában 368 lakos élt. Lakói főként mezőgazdasággal foglalkoztak.
Fényes Elek 1851-ben kiadott geográfiai szótárában így ír a faluról: „Lieszkovecz, tót falu, Trencsén vmegyében, Dubnicza mellett: 242 kath. lak. F. u. gr. Königsegg. Ut. posta Trencsén.”
1910-ben 349, túlnyomórészt szlovák lakosa volt. 1920 előtt Trencsén vármegye Illavai járásához tartozott.
Az 1940-es években csatolták Máriatölgyeshez.

## Külső hivatkozások
- Vágmogyoród Szlovákia térképén

## Lásd még
- Máriatölgyes
- Peréte